# 유다 그리고 블랙 메시아
"유다 그리고 블랙 메시아"(영어: Judas and the Black Messiah)는 2021년 개봉한 미국의 전기 드라마 영화이다. 샤카 킹이 감독과 공동 각본을 맡았다. 제93회 아카데미 시상식에서 남우조연상과 주제가상을 수상하였다.

## 줄거리
1960년대 후반에 17세의 사소한 범죄자 윌리엄 오닐은 연방 수사관으로 가장한 동안 차량을 납치하는 시도 후에 시카고에서 체포되었다. 그는 만약 수사국을 위하여 조사하는 업무를 맡는다면 자신의 혐의를 버리는 데 제공하는 FBI의 특수 수사관 로이 미첼에 의하여 접근되었다. 오닐은 흑표당의 일리노이주 지부와 그 지도자 프레드 햄프턴에게 잠입하는 데 업무를 받았다.
오닐은 흑표당의 어린이를 위한 무료 아침식사 프로그램을 통하여 공동체 봉사를 확장한 동안 라이벌 갱과 무장 단체들과 동맹을 형성하는 일을 하는 햄프턴에게 가까워지기 시작한다. 햄프턴의 설득력 있는 웅변 실력들은 결국적으로 무지게 합동을 형성하는 도움을 준다. 햄프턴은 또한 동료 흑표당원 데버라 존슨과 사랑에 빠진다. 오닐은 대가로 자신에게 돈을 배상하는 미첼에게 정보를 전달하기 시작한다. 도망자 당원 조지 샘스가 지방 흑표당 사무소에서 숨을 때 오닐은 미첼로부터 샘스가 수사국이 수색 영장을 얻기 위하여 허용하는 흑표당 사무소에서 존재했던 밀고자인 것을 배운다.
햄프턴이 구속되어 투옥된 후, 오닐은 계급들을 통하여 올라가기 시작하고 안보 단장으로 진급되었다. 지부 사무소에서 시카고 경찰과 흑표당 사이에 총격전이 일어나자 사무소가 경찰에 의하여 폭파되면서 오닐은 교활하게 빠져 나왔다. 후에 오닐은 밀고자로서 그만 두려고 하지만 미첼에 의하여 거절되었다.
자신의 혐의들을 항소한 동안 햄프턴이 석방된 후, 그는 이제 자신의 자식과 임신한 데버라와 다시 합친다. 경찰에 의하여 총을 맞은 후, 입원했던 흑표당원 지미 파머가 다른 병원으로 옮겨진 동안 살해되었다. 지미의 사망을 들은 것에 격분한 동료 당원 제이크 윈터스는 경찰과 총격전을 벌여 자신이 총에 맞아 쓰러지기 전에 몇몇의 경찰관들을 살해하였다.
햄프턴의 항소가 거절된 후, FBI 국장 J. 에드거 후버는 햄프턴이 교도소로 돌아가기 전에 그에게 "중립"이 지켜지기를 명령한다. 미첼은 만약 그들이 그가 밀고자인 것을 찾아낸다면 흑표당이 그에게 보복할 것을 경고하면서 계획과 함께 돕는 것으로 오닐을 궁지에 빠뜨리자 오닐은 마지못해 돕기로 동의한다. 오닐은 후에 진정제의 물약병을 넘겨주어 햄프턴의 술에 그것을 타는 데 지시하였다. 다음날 저녁 햄프턴이 교도소를 위하여 떠나기 전에 흑표당원들은 그의 아파트에 모였다. 제휴된 갱의 지도자는 그가 국가를 달아나는 데 함께 할 돈을 햄프턴에게 제공하였으나 그는 거절하고 대신 제이크의 이름 아래 돈과 함께 신탁이 설립되기를 명령한다. 저녁이 진행되면서 오닐은 마지못해 햄프턴의 술에 약을 타고 곧 떠난다. 몇시간 후에 경찰과 요원들이 아파트를 급습하여 햄프턴을 쏘아 죽인다. 오닐은 이제 그가 소유하는 주유소로 자신에게 돈과 열쇠를 주는 미첼을 만난다. 오닐은 다시 그만 두기를 시도하나 마지못해 돈과 열쇠를 받아들여 자신의 주머니에 넣는다.
영화는 햄프턴의 연설들의 기록된 피트 길이, 그의 장례 행렬과 1989년 오닐이 준 인터뷰와 끝이 난다. 타이틀 카드들은 오닐이 자살하기 전에 흑표당 안에서 밀고자로서 지속적으로 일했다는 것을 진술한다. 1970년 FBI에 대한 소송이 제기되었고, 12년 후는 1억 8천 5백만 달러를 위하여 정해졌다. 오늘날 프레드 햄프턴 2세와 그의 모친은 흑표당 컵스의 의장과 이사회 일원을 지내고 있다.

## 출연진
- 대니얼 컬루야 - 프레드 햄프턴 역
- 러키스 스탠필드 - 윌리엄 "빌" 오닐 역
- 제시 플레먼스 - 로이 미첼 역
- 도미니크 피시백 - 데버러 존슨 역
- 애슈턴 샌더스 - 래리 로버트슨 역
- 대럴 브릿깁슨 - 보비 러시 역
- 릴 렐 하워리 - 웨인 역
- 알지 스미스 - 제이크 윈터스 역
- 도미니크 손 - 주디 하먼 역
- 마틴 신 - J. 에드거 후버 역
- 아마리 치텀 - 로드 콜린스 역

## 수상
- 2021년 제78회 골든 글로브 시상식 수상 남우조연상 (대니얼 컬루야)
- 2021년 제93회 미국 아카데미 시상식 수상 남우조연상 (대니얼 컬루야), 주제가상 (Flight For You)
- 2021년 제74회 영국 아카데미 시상식 수상 남우조연상 (대니얼 컬루야)
- 2021년 제27회 미국 배우 조합상 수상 영화부문 남우조연상 (대니얼 컬루야)
- 2021년 제73회 미국 작가 조합상 후보 각본상
- 2021년 제26회 크리틱스 초이스 시상식 수상 남우조연상 (대니얼 컬루야)